# Lamar (Texas)
Lamar es un lugar designado por el censo ubicado en el condado de Aransas en el estado estadounidense de Texas. En el Censo de 2010 tenía una población de 636 habitantes y una densidad poblacional de 50,07 personas por km².

## Geografía
Lamar se encuentra ubicado en las coordenadas 28°8′25″N 96°59′18″O / 28.14028, -96.98833. Según la Oficina del Censo de los Estados Unidos, Lamar tiene una superficie total de 12.7 km², de la cual 7.93 km² corresponden a tierra firme y (37.58%) 4.77 km² es agua.

## Demografía
Según el censo de 2010, había 636 personas residiendo en Lamar. La densidad de población era de 50,07 hab./km². De los 636 habitantes, Lamar estaba compuesto por el 93.4% blancos, el 0.16% eran afroamericanos, el 0.63% eran amerindios, el 1.57% eran asiáticos, el 0% eran isleños del Pacífico, el 3.14% eran de otras razas y el 1.1% pertenecían a dos o más razas. Del total de la población el 11.01% eran hispanos o latinos de cualquier raza.